# 1993 CO
1993 CO är en asteroid i huvudbältet som upptäcktes den 10 februari 1993 av de båda japanska astronomerna Seiji Ueda och Hiroshi Kaneda i Kushiro.
Asteroiden har en diameter på ungefär 8 kilometer och den tillhör asteroidgruppen Koronis.